# Jewgeni Konstantinowitsch Frolow
Jewgeni Konstantinowitsch Frolow (russisch Евгений Константинович Фролов; * 5. Februar 1988 in Krasnojarsk-26) ist ein russischer Fußballtorwart.

## Karriere
Frolow begann seine Karriere bei Mordowija Saransk. Zur Saison 2005 rückte er in den Kader der ersten Mannschaft, für die er in seiner ersten Saison eine Partien in der drittklassigen Perwenstwo PFL absolvierte. In der Saison 2006 kam er zu zwölf Einsätzen und stieg mit dem Klub zu Saisonende in die Perwenstwo FNL auf. Sein Zweitligadebüt gab er im Juni 2007 gegen Swesda Irkutsk. In seiner ersten Zweitligaspielzeit absolvierte der Torhüter sieben Partien, mit Mordowija stieg er allerdings direkt wieder in die dritte Liga ab. Dort kam er in der Saison 2008 nicht zum Einsatz, in der Saison 2009 absolvierte er drei Partien und stieg mit dem Klub erneut in die zweite Liga auf.
Nach dem Aufstieg wurde Frolow zur Saison 2010 allerdings an den Drittligisten Snamja Truda Orechowo-Sujewo verliehen. Für Snamja Truda kam er zu 14 Drittligaeinsätzen, ehe die Leihe im Sommer beendet und er an das ebenfalls drittklassige Torpedo Moskau weiterverliehen wurde. Für den Hauptstadtklub absolvierte er zwölf Partien. Zur Saison 2011/12 kehrte er nach Saransk zurück. Dort war er nach seiner Rückkehr Einsertormann und kam zu 18 Zweitligaeinsätzen, ehe er während der laufenden Spielzeit im August 2011 zum Erstligisten FK Dynamo Moskau wechselte. Dort debütierte er im November 2011 gegen Rubin Kasan in der Premjer-Liga. Als Ersatztormann für den russischen Nationalspieler Anton Schunin geholt, war er nach der Verpflichtung des armenischen Nationaltormanns Roman Beresowski im Januar 2012 nur noch dritte Wahl, somit war sein Debüt gegen Kasan zugleich sein einziger Einsatz für die Moskauer.
Im August 2014 wechselte er leihweise zum Zweitligisten Sachalin Juschno-Sachalinsk. Für Sachalin kam er während der Leihe zu 25 Einsätzen in der Perwenstwo FNL, aus der der Klub zu Saisonende jedoch abstieg. Zur Saison 2015/16 kehrte er nicht mehr nach Moskau zurück, sondern wechselte innerhalb der Premjer-Liga zum FK Kuban Krasnodar. In Krasnodar war er in der Saison 2015/16 zweiter Tormann hinter Alexander Belenow und kam nie zum Einsatz. Kuban stieg zu Saisonende aus der Premjer-Liga ab, woraufhin Belenow den Klub verließ. Daraufhin verpflichtete Kuban allerdings mit Juri Djupin und später im August 2016 mit Jewgeni Pomasan gleich doppelten Ersatz. Ab dem achten Spieltag konnte er sich allerdings im Tor Kuban durchsetzen, ehe er nach 13 Zweitligaeinsätzen kurz vor der Winterpause von Pomasan verdrängt wurde.
Daraufhin wechselte Frolow im Februar 2017 zum Ligakonkurrenten Baltika Kaliningrad. Für Baltika kam er bis Saisonende elfmal zum Einsatz. Im August 2017 wechselte er weiter innerhalb der Liga zum FK Orenburg. In Orenburg war er zunächst zweiter Tormann hinter Alexander Rudenko, ehe er ab dem 19. Spieltag das Tor Orenburgs hüten durfte. Bis Saisonende wurde er nicht mehr verdrängt und kam zu 19 Einsätzen in der Perwenstwo FNL, mit Orenburg stieg er in die Premjer-Liga auf. Dort kam er in der Saison 2018/19 zu 22 Einsätzen. Zur Saison 2019/20 wechselte er zum Ligakonkurrenten FK Sotschi. In Sotschi hatte er allerdings gegen Nationalspieler Soslan Dschanajew das Nachsehen und kam nur einmal zum Einsatz.
Im Februar 2020 wechselte Frolow weiter innerhalb der Liga zu Krylja Sowetow Samara. Dort war er von Beginn an Stammtorwart und kam bis Saisonende zu zehn Einsätzen für den Klub, mit dem er allerdings aus der Premjer-Liga abstieg. Nach dem Abstieg verpflichtete Samara mit Iwan Lomajew einen neuen Tormann, der Frolow im November 2020 aus dem Tor Krylja Sowetows verdrängte. Davor hatte Frolow 18 Zweitligapartien absolviert, bis Saisonende kam er dann aber nicht mehr zum Einsatz. Mit Samara stieg er am Ende der Saison 2020/21 direkt wieder in die Premjer-Liga auf.